# Campeonato Paraguaio de Futebol de 2021 – Primeira Divisão
A Primeira Divisão do Campeonato Paraguaio de Futebol de 2021, oficialmente conhecida como Copa de Primera TIGO-Visión Banco 2021 por conta do patrocínio, foi a 111ª temporada (87ª como profissional) da Primera División, a principal divisão do futebol paraguaio. A liga contou com a participação de 10 times e será organizada pela entidade máxima do futebol no Paraguai, a Associação Paraguaia de Futebol (APF). A temporada foi dividida em dois torneios próprios e independentes, o Apertura no primeiro semestre do ano e o Clausura no segundo semestre. O Apertura teve início no dia 5 de fevereiro e terminou no dia 23 de maio, enquanto o Clausura aconteceu de 16 de julho a 5 de dezembro. O Olimpia será o defensor do título da liga paraguaia já que conquistou o torneio Clausura de 2020.

## Regulamento

### Sistema de disputa
A competição será disputada por dez clubes e dividida em dois torneios oficiais: Torneo Apertura e Torneo Clausura, corando assim, dois campeões no ano. Cada torneio terá fase única, em partidas de ida e volta, no sistema de pontos corridos. Ao final das 18 rodadas de cada torneio – Apertura e Clausura –, o clube com mais pontos será declarado campeão paraguaio. Quanto ao rebaixamento, ao final das 36 rodadas, o time com a pior pontuação com base na média de pontos acumulada por partida ("promédios") nas últimas três temporadas, incluída a atual, será rebaixado diretamente para a segunda divisão de 2022.

### Critérios de desempate
Em caso de empate no número de pontos ganhos, serão aplicados os critérios de desempate, na seguinte ordem:
1. Jogo extra (somente no caso de empate na primeira posição);
2. Maior saldo de gols;
3. Mais gols pró (marcados);
4. Mais gols marcados como visitante;
5. Sorteio.[5]

### Vagas em outras competições
Os clubes campeões do Apertura e do Clausura e os dois primeiros times (com exceção dos dois campeões) da classificação geral (Apertura + Clausura) se classificam à Taça Libertadores de 2022, os três clubes subsequentes (com exceção dos já classificados à Taça Libertadores) se classificam à Copa Sul-Americana de 2022. O campeão (ou vice-campeão ou melhor colocado) da Copa do Paraguai de 2021 ficará com a quarta e última vaga para a Copa Sul-Americana de 2022.
| Posição | Classificação para a |
| ------- | --- |
| 1–4     | - Taça Libertadores de 2022 - 1–2: Fase de grupos da Taça Libertadores de 2022 - 3: Segunda fase da Taça Libertadores de 2022 - 4: Primeira fase da Taça Libertadores de 2022 |
| 5–7     | - Primeira fase da Copa Sul-Americana de 2022 |

## Participantes
Dez times irão competir na temporada: os dez melhores times na tabela de rebaixamento da temporada anterior, sem times promovidos da segunda divisão ("División Intermedia") de 2020 por conta do cancelamento das promoções das divisões inferiores pela Associação Paraguaia de Futebol devido à pandemia de COVID-19. General Díaz e San Lorenzo foram rebaixados para a segunda divisão no final da temporada anterior, após oito e dois anos na primeira divisão, respectivamente.

### Informações dos clubes
| Equipe           | Cidade     | Departamento     | Estádio (mando)          | Título (último)       | Ref. |
| ---------------- | ---------- | ---------------- | ------------------------ | --------------------- | ---- |
| 12 de Octubre    | Itauguá    | Central          | Luis Salinas             | 0 (nenhum)            |      |
| Cerro Porteño    | Assunção   | Distrito Capital | General Pablo Rojas      | 33 (último em 2020–A) |      |
| Guaraní          | Assunção   | Distrito Capital | Rogelio Silvino Livieres | 11 (último em 2016–C) |      |
| Guaireña         | Villarrica | Guairá           | Parque del Guairá        | 0 (nenhum)            |      |
| Libertad         | Assunção   | Distrito Capital | Dr. Nicolás Leoz         | 20 (último em 2017–A) |      |
| Nacional         | Assunção   | Distrito Capital | Arsenio Erico            | 9 (último em 2013–A)  |      |
| Olimpia          | Assunção   | Distrito Capital | Manuel Ferreira          | 45 (atual campeão)    |      |
| River Plate      | Assunção   | Distrito Capital | River Plate              | 0 (nenhum)            |      |
| Sol de América   | Assunção   | Distrito Capital | Luis Alfonso Giagni      | 2 (último em 1991)    |      |
| Sportivo Luqueño | Luque      | Central          | Feliciano Cáceres        | 2 (último em 1953)    |      |

## Torneo Apertura
O Torneo Apertura, batizado como "Centenario del Club Sportivo Luqueño", será o 124º campeonato oficial da "Primera División" e o primeiro torneio da temporada de 2021 da primeira divisão do futebol paraguaio. O Apertura começou em 5 de fevereiro e terminará em 23 de maio.

### Classificação
| Pos | Equipe           | Pts | J  | V  | E | D  | GP | GC | SG  | Classificação                               |
| --- | ---------------- | --- | -- | -- | - | -- | -- | -- | --- | ------------------------------------------- |
| 1   | Libertad (C)     | 38  | 18 | 12 | 2 | 4  | 36 | 15 | +21 | Fase de grupos da Copa Libertadores de 2022 |
| 2   | Olimpia          | 33  | 18 | 10 | 3 | 5  | 34 | 23 | +11 |                                             |
| 3   | Nacional         | 30  | 18 | 8  | 6 | 4  | 26 | 19 | +7  |                                             |
| 4   | Cerro Porteño    | 28  | 18 | 8  | 4 | 6  | 24 | 22 | +2  |                                             |
| 5   | Guaireña         | 26  | 18 | 6  | 8 | 4  | 20 | 14 | +6  |                                             |
| 6   | Guaraní          | 25  | 18 | 7  | 4 | 7  | 24 | 27 | −3  |                                             |
| 7   | 12 de Octubre    | 22  | 18 | 5  | 7 | 6  | 20 | 25 | −5  |                                             |
| 8   | Sportivo Luqueño | 18  | 18 | 5  | 3 | 10 | 19 | 29 | −10 |                                             |
| 9   | Sol de América   | 14  | 18 | 3  | 5 | 10 | 18 | 28 | −10 |                                             |
| 10  | River Plate-PAR  | 12  | 18 | 2  | 6 | 10 | 13 | 32 | −19 |                                             |

### Resultados
| 5 de fevereiro de 2021 | Sportivo Luqueño                                | 3 – 1 | Guaireña          | Luque                                                  |  |
| 18:30 (UTC−3)          | Enrique Borja 29' (pen.), 50' · Marcos Duré 40' |       | Jorge Mendoza 11' | Estádio: Feliciano Cáceres Árbitro: José Méndez (FIFA) |  |

| 5 de fevereiro de 2021 | Guaraní                                               | 2 – 2 | Nacional                                  | Assunção                                               |  |
| 20:45 (UTC−3)          | José Ignácio Florentín 50' · Gaspar Servio 55' (pen.) |       | David Fleitas 47' · Leonardo Villagra 68' | Estádio: Rogelio Livieres Árbitro: Giancarlo Juliadoza |  |

| 6 de fevereiro de 2021 | 12 de Octubre                                  | 2 – 2 | River Plate-PAR                              | Itauguá                                                   |  |
| 18:30 (UTC−3)          | Pablo Velázquez 9' (pen.) · Paulo da Silva 27' |       | Pablo Zeballos 13' (pen.) · Ignacio Miño 15' | Estádio: Luis Salinas Árbitro: Mario Díaz de Vivar (FIFA) |  |

| 6 de fevereiro de 2021 | Sol de América | 1 – 3 | Cerro Porteño                                              | Villa Elisa                                                      |  |
| 20:45 (UTC−3)          | Ivan Cazal 14' |       | Enzo Giménez 43' · Robert Morales 79' · Claudio Aquino 81' | Estádio: Luis Alfonso Giagni Árbitro: Juan Carlos Benítez (FIFA) |  |

| 7 de fevereiro de 2021 | Olimpia | 0 – 1 | Libertad                 | Assunção                                              |  |
| 19:00 (UTC−3)          |         |       | Óscar Cardozo 13' (pen.) | Estádio: Manuel Ferreira Árbitro: Carlos Paul Benítez |  |

| 9 de fevereiro de 2021 | River Plate-PAR | 1 – 4 | Guaraní                                                               | Assunção                                        |  |
| 18:30 (UTC−3)          | Diego Godoy 85' |       | José Florentín 53' · Fernando Fernández 59', 64' · Jorge Valdez 90+2' | Estádio: River Plate Árbitro: Juan López (FIFA) |  |

| 9 de fevereiro de 2021 | Nacional          | 1 – 0 | Sol de América | Assunção                                      |  |
| 20:45 (UTC−3)          | David Fleitas 25' |       |                | Estádio: Arsenio Erico Árbitro: Alipio Colmán |  |

| 10 de fevereiro de 2021 | Cerro Porteño     | 1 – 0 | Sportivo Luqueño | Assunção                                             |  |
| 18:30 (UTC−3)           | Mauro Boselli 65' |       |                  | Estádio: General Pablo Rojas Árbitro: Carlos Benítez |  |

| 10 de fevereiro de 2021 | 12 de Octubre | 0 – 2 | Olimpia                                              | Itauguá                                                   |  |
| 20:45 (UTC−3)           |               |       | Guillermo Paiva 30' (pen.) · Diego Torres 70' (pen.) | Estádio: Luis Salinas Árbitro: Juan Carlos Benítez (FIFA) |  |

| 24 de fevereiro de 2021 | Guaireña          | 1 – 0 | Libertad | Villarrica                                                |  |
| 19:00 (UTC−3)           | Jorge Mendoza 64' |       |          | Estádio: Parque del Guairá Árbitro: Carlos Benítez (FIFA) |  |

| 13 de fevereiro de 2021 | Guaraní                                | 2 – 1 | 12 de Octubre   | Assunção                                               |  |
| 20:30 (UTC−3)           | José Florentín 15' · Antonio Marín 79' |       | Ariel Núñez 72' | Estádio: Rogelio Livieres Árbitro: Derlis López (FIFA) |  |

| 14 de fevereiro de 2021 | Sportivo Luqueño | 0 – 3 | Nacional                                             | Luque                                                         |  |
| 18:30 (UTC−3)           |                  |       | Leonardo Villagra 15' (pen.), 45' · Carlos Arrua 43' | Estádio: Feliciano Cáceres Árbitro: Juan Eduardo López (FIFA) |  |

| 14 de fevereiro de 2021 | Olimpia | 0 – 0 | Guaireña | Assunção                                              |  |
| 20:45 (UTC−3)           |         |       |          | Estádio: Manuel Ferreira Árbitro: Giancarlo Juliadoza |  |

| 15 de fevereiro de 2021 | Sol de América     | 1 – 1 | River Plate-PAR           | Villa Elisa                                              |  |
| 18:30 (UTC−3)           | Edgar Ferreira 74' |       | Pablo Zeballos 90' (pen.) | Estádio: Luis Alfonso Giagni Árbitro: José Méndez (FIFA) |  |

| 15 de fevereiro de 2021 | Libertad                                | 2 – 1 | Cerro Porteño       | Assunção                                                      |  |
| 20:45 (UTC−3)           | Cristian Báez 22' · Antonio Bareiro 39' |       | Federico Carrizo 5' | Estádio: Dr. Nicolás Leoz Árbitro: Mario Díaz de Vivar (FIFA) |  |

| 19 de fevereiro de 2021 | River Plate-PAR      | 1 – 0 | Sportivo Luqueño | Assunção                                         |  |
| 19:30 (UTC−3)           | Marcelo González 90' |       |                  | Estádio: River Plate Árbitro: Éber Aquino (FIFA) |  |

| 20 de fevereiro de 2021 | 12 de Octubre | 0 – 5 | Sol de América                                                              | Itauguá                                              |  |
| 18:30 (UTC−3)           |               |       | Ivan Cazal 3' · Osvaldo Martínez 14', 42' · Nildo Viera 43' · Luís Leal 60' | Estádio: Luis Salinas Árbitro: Carlos Benítez (FIFA) |  |

| 20 de fevereiro de 2021 | Guaraní | 0 – 3 | Olimpia                                                  | Assunção                                                      |  |
| 20:45 (UTC−3)           |         |       | Roque Santa Cruz 19' · Braian Ojeda 58' · Ramón Sosa 85' | Estádio: Rogelio Livieres Árbitro: Mario Díaz de Vivar (FIFA) |  |

| 21 de fevereiro de 2021 | Cerro Porteño                          | 2 – 2 | Guaireña                                | Assunção                                            |  |
| 18:30 (UTC−3)           | Claudio Aquino 26' · Mauro Boselli 37' |       | Fernando Romero 86' · Carlos Duarte 89' | Estádio: General Pablo Rojas Árbitro: Alipio Colmán |  |

| 21 de fevereiro de 2021 | Nacional | 0 – 3 | Libertad                                                 | Assunção                                            |  |
| 20:45 (UTC−3)           |          |       | Julio Enciso 3' · Pedro Delvalle 68' · Óscar Cardozo 72' | Estádio: Arsenio Erico Árbitro: Giancarlo Juliadoza |  |

| 26 de fevereiro de 2021 | Sportivo Luqueño    | 1 – 0 | 12 de Octubre | Luque                                                   |  |
| 19:30 (UTC−3)           | Carlos González 61' |       |               | Estádio: Feliciano Cáceres Árbitro: Giancarlo Juliadoza |  |

| 27 de fevereiro de 2021 | Sol de América | 1 – 3 | Guaraní                                                              | Villa Elisa                                         |  |
| 19:30 (UTC−3)           | Luís Leal 45'  |       | Nicolás Maná 32' (pen.) · Antonio Marín 54' · Fernando Fernández 56' | Estádio: Luis Alfonso Giagni Árbitro: Alipio Colmán |  |

| 28 de fevereiro de 2021 | Olimpia                            | 2 – 0 | Cerro Porteño | Assunção                                             |  |
| 18:30 (UTC−3)           | Ramón Sosa 29' · Jorge Recalde 62' |       |               | Estádio: Manuel Ferreira Árbitro: Éber Aquino (FIFA) |  |

| 1 de março de 2021 | Guaireña            | 1 – 0 | Nacional | Vilarrica                                       |  |
| 18:30 (UTC−3)      | Rodrigo Alborno 47' |       |          | Estádio: Parque del Guairá Árbitro: David Ojeda |  |

| 1 de março de 2021 | Libertad                                           | 2 – 1 | River Plate-PAR       | Assunção                                          |  |
| 20:45 (UTC−3)      | Óscar Cardozo 69' (pen.) · Alexander Barboza 90+6' |       | Alberto Contreras 49' | Estádio: Dr. Nicolás Leoz Árbitro: Julio Quintana |  |

| 5 de março de 2021 | River Plate-PAR | 0 – 1 | Guaireña               | Assunção                                    |  |
| 18:15 (UTC−3)      |                 |       | Feliciano Brizuela 58' | Estádio: River Plate Árbitro: Alipio Colmán |  |

| 5 de março de 2021 | 12 de Octubre                                 | 2 – 1 | Libertad         | Itauguá                                              |  |
| 20:30 (UTC−3)      | Juan Miguel Ojeda 27' · Pablo Velázquez 90+2' |       | Cristian Báez 4' | Estádio: Alberto Salinas Árbitro: Éber Aquino (FIFA) |  |

| 6 de março de 2021 | Nacional                                  | 2 – 0 | Cerro Porteño | Assunção                                            |  |
| 18:15 (UTC−3)      | Leonardo Villagra 67' · Edgar Zaracho 73' |       |               | Estádio: Arsenio Erico Árbitro: Giancarlo Juliadoza |  |

| 6 de março de 2021 | Sol de América | 0 – 2 | Olimpia                                 | Villa Elisa                                         |  |
| 20:30 (UTC−3)      |                |       | Roque Santa Cruz 9' · Jorge Recalde 40' | Estádio: Luís Alfonso Giagni Árbitro: Héctor Medina |  |

| 7 de março de 2021 | Guaraní | 0 – 1 | Sportivo Luqueño        | Assunção                                              |  |
| 19:30 (UTC−3)      |         |       | Luis Alberto Cabral 40' | Estádio: Rogelio Livieres Árbitro: Éber Aquino (FIFA) |  |

| 9 de março de 2021 | Guaireña | 0 – 0 | 12 de Octubre | Villarrica                                      |  |
| 18:30 (UTC−3)      |          |       |               | Estádio: Parque del Guairá Árbitro: David Ojeda |  |

| 9 de março de 2021 | Cerro Porteño                           | 3 – 0 | River Plate-PAR | Assunção                                                         |  |
| 20:45 (UTC−3)      | Mauro Boselli 53', 73' · Fredy Vera 85' |       |                 | Estádio: General Pablo Rojas Árbitro: Mario Díaz de Vivar (FIFA) |  |

| 10 de março de 2021 | Olimpia                    | 1 – 4 | Nacional                                                                              | Assunção                                        |  |
| 18:30 (UTC−3)       | Alejandro Silva 37' (pen.) |       | Leonardo Villagra 58' · Carlos Arrua 75' · Edgar Zaracho 81' · Orlando Gaona Luga 90' | Estádio: Manuel Ferreira Árbitro: Alipio Colmán |  |

| 10 de março de 2021 | Sportivo Luqueño | 0 – 0 | Sol de América | Luque                                                     |  |
| 20:45 (UTC−3)       |                  |       |                | Estádio: Feliciano Cáceres Árbitro: Carlos Benítez (FIFA) |  |

| 28 de março de 2021 | Libertad          | 1 – 1 | Guaraní             | Assunção                                          |  |
| 20:00 (UTC−3)       | Óscar Cardozo 18' |       | Daniel Villalba 85' | Estádio: Dr. Nicolás Leoz Árbitro: Carlos Benítez |  |

| 13 de março de 2021 | 12 de Octubre | 0 – 2 | Cerro Porteño          | Itauguá                                         |  |
| 18:30 (UTC−3)       |               |       | Robert Morales 4', 42' | Estádio: Alberto Salinas Árbitro: Alipio Colmán |  |

| 13 de março de 2021 | River Plate-PAR | 0 – 0 | Nacional | Assunção                                  |  |
| 18:30 (UTC−3)       |                 |       |          | Estádio: River Plate Árbitro: David Ojeda |  |

| 13 de março de 2021 | Sol de América | 0 – 2 | Libertad                                 | Villa Elisa                                               |  |
| 20:45 (UTC−3)       |                |       | Daniel Bocanegra 19' · Óscar Cardozo 60' | Estádio: Luís Alfonso Giagni Árbitro: Giancarlo Juliadoza |  |

| 14 de março de 2021 | Guaraní | 0 – 3 | Guaireña                                                            | Assunção                                                      |  |
| 17:45 (UTC−3)       |         |       | Salustino Candia 60' (pen.) · Fernando Romero 72' · José Verdún 84' | Estádio: Rogelio Livieres Árbitro: Mario Díaz de Vivar (FIFA) |  |

| 14 de março de 2021 | Sportivo Luqueño                                                    | 4 – 2 | Olimpia                              | Luque                                                  |  |
| 20:00 (UTC−3)       | Guillermo Beltrán 65' · Edgar Benítez 67', 76' · Ángel Martínez 84' |       | Richard Ortíz 9' · Jorge Recalde 25' | Estádio: Feliciano Cáceres Árbitro: Eber Aquino (FIFA) |  |

| 20 de março de 2021 | Nacional              | 1 – 1 | 12 de Octubre   | Assunção                                           |  |
| 19:00 (UTC−3)       | Leonardo Villagra 27' |       | Ariel Núñez 20' | Estádio: Arsenio Erico Árbitro: Eber Aquino (FIFA) |  |

| 21 de março de 2021 | Cerro Porteño                             | 2 – 1 | Guaraní               | Assunção                                                  |  |
| 18:15 (UTC−3)       | Claudio Aquino 40' · Robert Morales 90+3' |       | Guillermo Benítez 82' | Estádio: General Pablo Rojas Árbitro: Giancarlo Juliadoza |  |

| 21 de março de 2021 | Olimpia                                                                                  | 5 – 1 | River Plate-PAR    | Assunção                                         |  |
| 20:30 (UTC−3)       | Jorge Recalde 10', 32' · Alejandro Silva 82' · Walter González 90' · Rodrigo Rojas 90+7' |       | Pablo Zeballos 44' | Estádio: Manuel Ferreira Árbitro: Carlos Benítez |  |

| 22 de março de 2021 | Guaireña                   | 2 – 2 | Sol de América                   | Villarrica                                      |  |
| 18:15 (UTC−3)       | Fernando Romero 39', 90+7' |       | Nildo Viera 34' · Luis Ortíz 42' | Estádio: Parque del Guairá Árbitro: David Ojeda |  |

| 22 de março de 2021 | Libertad                  | 2 – 0 | Sportivo Luqueño | Assunção                                         |  |
| 20:30 (UTC−3)       | Bautista Merlini 48', 69' |       |                  | Estádio: Dr. Nicolás Leoz Árbitro: Alipio Colmán |  |

| 1 de abril de 2021 | River Plate-PAR | 0 – 2 | 12 de Octubre                             | Assunção                                    |  |
| 19:15 (UTC−3)      |                 |       | Pablo Velázquez 65' · Richard Salinas 67' | Estádio: River Plate Árbitro: Alipio Colmán |  |

| 1 de abril de 2021 | Nacional                                        | 2 – 0 | Guaraní | Assunção                                    |  |
| 21:30 (UTC−3)      | Leonardo Villagra 68' (pen.) · Carlos Arrua 88' |       |         | Estádio: Arsenio Erico Árbitro: David Ojeda |  |

| 3 de abril de 2021 | Guaireña                                       | 3 – 0 | Sportivo Luqueño | Villarrica                                             |  |
| 19:15 (UTC−3)      | Miguel Paniagua 25', 40' · Fernando Romero 75' |       |                  | Estádio: Parque del Guairá Árbitro: Eber Aquino (FIFA) |  |

| 3 de abril de 2021 | Libertad | 0 – 1 | Olimpia           | Assunção                                               |  |
| 21:30 (UTC−3)      |          |       | Jorge Recalde 17' | Estádio: Dr. Nicolás Leoz Árbitro: Giancarlo Juliadoza |  |

| 4 de abril de 2021 | Cerro Porteño      | 1 – 0 | Sol de América | Assunção                                                    |  |
| 20:00 (UTC−3)      | Robert Morales 37' |       |                | Estádio: General Pablo Rojas Árbitro: Carlos Benítez (FIFA) |  |

| 10 de abril de 2021 | Sol de América     | 1 – 2 | Nacional                                   | Villa Elisa                                              |  |
| 19:15 (UTC−3)       | César Villagra 77' |       | Orlando Gaona Lugo 7' · Yeiber Murillo 52' | Estádio: Luís Alfonso Giagni Árbitro: Éber Aquino (FIFA) |  |

| 10 de abril de 2021 | Olimpia                                | 2 – 2 | 12 de Octubre                                   | Assunção                                       |  |
| 21:30 (UTC−3)       | Jorge Recalde 43' · Iván Torres 90+10' |       | Darío Ríos 53' · Juan José Aguilar 90+2' (pen.) | Estádio: Manuel Ferreira Árbitro: Daniel Ojeda |  |

| 11 de abril de 2021 | Sportivo Luqueño                               | 3 – 3 | Cerro Porteño                                                   | Luque                                            |  |
| 19:15 (UTC−3)       | Luis Alberto Cabral 16', 47' · Marcos Duré 39' |       | Robert Morales 4' · Santiago Arzamendia 43' · Mauro Boselli 54' | Estádio: Feliciano Cáceres Árbitro: Derlis López |  |

| 11 de abril de 2021 | Libertad                               | 2 – 1 | Guaireña          | Assunção                                                      |  |
| 21:30 (UTC−3)       | Héctor Villalba 19' · Julio Enciso 45' |       | Facundo Parra 53' | Estádio: Dr. Nicolás Leoz Árbitro: Mario Díaz de Vivar (FIFA) |  |

| 12 de abril de 2021 | Guaraní                                             | 2 – 0 | River Plate-PAR | Assunção                                                      |  |
| 20:00 (UTC−3)       | Fernando Fernández 41' · Gaspar Servio 90+7' (pen.) |       |                 | Estádio: Rogelio Livieres Árbitro: Juan Carlos Benítez (FIFA) |  |

| 16 de abril de 2021 | Guaireña        | 1 – 2 | Olimpia                  | Villarrica                                         |  |
| 19:00 (UTC−3)       | Alex Cáceres 4' |       | Alejandro Silva 15', 24' | Estádio: Parque del Guairá Árbitro: Julio Quintana |  |

| 16 de abril de 2021 | 12 de Octubre   | 1 – 1 | Guaraní          | Itauguá                                              |  |
| 21:15 (UTC−3)       | Ariel Núñez 50' |       | Josué Colmán 35' | Estádio: Alberto Salinas Árbitro: José Méndez (FIFA) |  |

| 17 de abril de 2021 | Nacional                       | 1 – 0 | Sportivo Luqueño | Assunção                                    |  |
| 18:45 (UTC−3)       | Leonardo Villagra 90+9' (pen.) |       |                  | Estádio: Arsenio Erico Árbitro: David Ojeda |  |

| 17 de abril de 2021 | River Plate-PAR | 0 – 2 | Sol de América                                | Assunção                                                 |  |
| 21:00 (UTC−3)       |                 |       | José Ortigoza 20' (pen.) · Santiago Úbeda 35' | Estádio: River Plate Árbitro: Mario Díaz de Vivar (FIFA) |  |

| 18 de abril de 2021 | Cerro Porteño | 0 – 3 | Libertad                                                     | Assunção                                                  |  |
| 18:45 (UTC−3)       |               |       | Héctor Villalba 51' · Antonio Bareiro 66' · Julio Enciso 75' | Estádio: General Pablo Rojas Árbitro: Giancarlo Juliadoza |  |

| 23 de abril de 2021 | Sol de América | 0 – 3 | 12 de Octubre                                                           | Villa Elisa                                                      |  |
| 20:00 (UTC−3)       |                |       | Víctor Cáceres 61' · Pablo Velásquez 74' (pen.) · Richard Salinas 90+3' | Estádio: Luís Alfonso Giagni Árbitro: Juan Carlos Benítez (FIFA) |  |

| 24 de abril de 2021 | Olimpia                                 | 2 – 1 | Guaraní                | Assunção                                              |  |
| 21:00 (UTC−3)       | Richard Ortíz 15' · Walter González 60' |       | Fernando Fernández 30' | Estádio: Manuel Ferreira Árbitro: Giancarlo Juliadoza |  |

| 25 de abril de 2021 | Guaireña | 0 – 1 | Cerro Porteño             | Villarrica                                                    |  |
| 18:45 (UTC−3)       |          |       | Santiago Arzamendía 45+3' | Estádio: Parque del Guairá Árbitro: Juan Eduardo López (FIFA) |  |

| 25 de abril de 2021 | Libertad          | 1 – 1 | Nacional         | Assunção                                                 |  |
| 21:00 (UTC−3)       | Óscar Cardozo 53' |       | Carlos Arrua 24' | Estádio: Dr. Nicolás Leoz Árbitro: Carlos Benítez (FIFA) |  |

| 26 de abril de 2021 | Sportivo Luqueño                           | 2 – 2 | River Plate-PAR                                  | Luque                                             |  |
| 20:00 (UTC−3)       | David Villalba 28' · Guillermo Beltrán 59' |       | Dionisio Pérez 84' · Pablo Zeballos 90+1' (pen.) | Estádio: Feliciano Cáceres Árbitro: Alipio Colmán |  |

| 30 de abril de 2021 | Nacional | 1 – 3 | Guaireña                                                     | Assunção               |  |
| 19:00 (UTC−3)       | 71'      |       | Carlos Parra 05' · Alex Caceres 73' · Feliciano Brizuela 90' | Estádio: Arsenio Erico |  |

| 30 de abril de 2021 | 12 de Octubre | 1 – 0 | Sportivo Luqueño | Itauguá                  |  |
| 21:15 (UTC−3)       |               |       |                  | Estádio: Alberto Salinas |  |

| 1 de maio de 2021 | Cerro Porteño | 2 – 0 | Olimpia | Assunção                     |  |
| 21:00 (UTC−3)     |               |       |         | Estádio: General Pablo Rojas |  |

| 2 de maio de 2021 | Guaraní | 2 – 0 | Sol de América | Assunção                  |  |
| 18:45 (UTC−3)     |         |       |                | Estádio: Rogelio Livieres |  |

| 3 de maio de 2021 | River Plate-PAR      | 1 – 3 | Libertad                                                   | Assunção             |  |
| 20:00 (UTC−3)     | Marcelo Gonzalez 72' |       | Ayrton Cougo 43' · Oscar Cardozo 50' · Antonio Bareiro 90' | Estádio: River Plate |  |

| 8 de maio de 2021 | Sportivo Luqueño      | 1 – 2 | Guaraní                                  | Luque                      |  |
| 18:45 (UTC−3)     | Enrique Borja 87' (p) |       | Gaspar Servio 45' (p) · Jorge Valdez 73' | Estádio: Feliciano Cáceres |  |

| 8 de maio de 2021 | Cerro Porteño                          | 2 – 2 | Nacional                            | Assunção                     |  |
| 21:00 (UTC−3)     | Mauro Boselli 03' · Robert Morales 39' |       | Carlos Arrua 49' · Wilson Ayala 90' | Estádio: General Pablo Rojas |  |

| 9 de maio de 2021 | Olimpia | 3 – 3 | Sol de América | Assunção                 |  |
| 18:45 (UTC−3)     |         |       |                | Estádio: Manuel Ferreira |  |

| 9 de maio de 2021 | Libertad | 3 – 1 | 12 de Octubre | Assunção                  |  |
| 21:00 (UTC−3)     |          |       |               | Estádio: Dr. Nicolás Leoz |  |

| 9 de maio de 2021 | Guaireña | 0 – 0 | River Plate-PAR | Villarrica                 |  |
| 21:00 (UTC−3)     |          |       |                 | Estádio: Parque del Guairá |  |

## Torneo Clausura
O Torneo Clausura, batizado como "Homenaje a César Zabala", será o 125º campeonato oficial da "Primera División" e o segundo e último torneio da temporada de 2021 da primeira divisão do futebol paraguaio. O Clausura acontecerá de 16 de julho a 5 de dezembro.

### Classificação
| Pos. | Equipes           | P  | J  | V  | E | D  | GP | GC | SG  | Classificação                               |
| ---- | ----------------- | -- | -- | -- | - | -- | -- | -- | --- | ------------------------------------------- |
| 1    | Cerro Porteño (C) | 38 | 18 | 11 | 5 | 2  | 27 | 8  | +19 | Fase de grupos da Taça Libertadores de 2022 |
| 2    | Guaraní           | 36 | 18 | 10 | 6 | 2  | 39 | 19 | +20 |                                             |
| 3    | Sol de América    | 28 | 18 | 8  | 4 | 6  | 22 | 22 | 0   |                                             |
| 4    | Libertad          | 27 | 18 | 7  | 6 | 5  | 32 | 21 | +11 |                                             |
| 5    | 12 de Octubre     | 21 | 18 | 5  | 6 | 7  | 18 | 22 | −4  |                                             |
| 6    | Sportivo Luqueño  | 21 | 18 | 5  | 6 | 7  | 16 | 27 | −11 |                                             |
| 7    | Nacional          | 20 | 18 | 4  | 8 | 6  | 17 | 25 | −8  |                                             |
| 8    | Olímpia           | 18 | 18 | 6  | 0 | 12 | 24 | 29 | −5  |                                             |
| 9    | Guaireña          | 18 | 18 | 4  | 6 | 8  | 12 | 21 | −9  |                                             |
| 10   | River Plate-PAR   | 17 | 18 | 4  | 5 | 9  | 15 | 28 | −13 |                                             |

| O(s) primeiro(s) jogo(s) será(ão) disputado(s) em 16 de julho de 2021. Fonte: Tigo Sports, Soccerway, Goal |
| Regras para classificação: 1) Pontos, 2) Jogo de desempate (em caso de empate em pontos entre dois times na primeira posição), 3) Saldo de gols, 4) Gols pró (marcados), 5) Gols marcados como visitante, 6) Sorteio. |

### Resultados
| \| Mandante \ Visitante \| 12O \| CCP \| GFC \| GUA \| LIB \| NAC \| OLI \| RIV \| SOL \| SLU \| \| -------------------- \| --- \| --- \| --- \| --- \| --- \| --- \| --- \| --- \| --- \| --- \| \| 12 de Octubre \| — \| 0–1 \| 0–0 \| 1–2 \| 0–1 \| 2–2 \| 1–3 \| 2–2 \| 1–0 \| 0–1 \| \| Cerro Porteño \| 1–0 \| — \| 2–0 \| 0–0 \| 1–1 \| 0–2 \| 1–0 \| 2–0 \| 3–0 \| 0–1 \| \| Guaireña \| 0–1 \| 0–2 \| — \| 1–1 \| 2–1 \| 0–0 \| 0–2 \| 1–2 \| 1–1 \| 1–2 \| \| Guaraní \| 4–1 \| 2–2 \| 3–0 \| — \| 2–2 \| 1–1 \| 3–1 \| 2–1 \| 3–0 \| 2–1 \| \| Libertad \| 3–3 \| 0–2 \| 0–0 \| 2–0 \| — \| 1–2 \| 0–3 \| 5–0 \| 1–1 \| 5–0 \| \| Nacional \| 1–1 \| 1–5 \| 0–2 \| 1–1 \| 1–0 \| — \| 1–3 \| 1–1 \| 1–1 \| 0–0 \| \| Olimpia \| 1–2 \| 0–3 \| 0–2 \| 1–3 \| 2–3 \| 1–2 \| — \| 1–3 \| 0–1 \| 4–0 \| \| River Plate \| 0–2 \| 0–0 \| 1–1 \| 1–5 \| 0–1 \| 1–0 \| 1–2 \| — \| 0–2 \| 0–0 \| \| Sol de América \| 0–1 \| 1–2 \| 3–0 \| 2–1 \| 0–4 \| 3–0 \| 1–0 \| 1–0 \| — \| 2–1 \| \| Sportivo Luqueño \| 0–0 \| 0–0 \| 0–1 \| 1–4 \| 2–2 \| 2–1 \| 2–0 \| 0–2 \| 3–3 \| — \| O(s) primeiro(s) jogo(s) será(ão) disputado(s) em 16 de julho de 2021. Fonte: Tigo Sports, Soccerway e Goal. Cores: Azul = vitória do clube mandante; Amarelo = empate; Vermelho = vitória do clube visitante. |     |     |     |     |     |     |     |     |     |     |
| Mandante \ Visitante | 12O | CCP | GFC | GUA | LIB | NAC | OLI | RIV | SOL | SLU |
| 12 de Octubre | —   | 0–1 | 0–0 | 1–2 | 0–1 | 2–2 | 1–3 | 2–2 | 1–0 | 0–1 |
| Cerro Porteño | 1–0 | —   | 2–0 | 0–0 | 1–1 | 0–2 | 1–0 | 2–0 | 3–0 | 0–1 |
| Guaireña | 0–1 | 0–2 | —   | 1–1 | 2–1 | 0–0 | 0–2 | 1–2 | 1–1 | 1–2 |
| Guaraní | 4–1 | 2–2 | 3–0 | —   | 2–2 | 1–1 | 3–1 | 2–1 | 3–0 | 2–1 |
| Libertad | 3–3 | 0–2 | 0–0 | 2–0 | —   | 1–2 | 0–3 | 5–0 | 1–1 | 5–0 |
| Nacional | 1–1 | 1–5 | 0–2 | 1–1 | 1–0 | —   | 1–3 | 1–1 | 1–1 | 0–0 |
| Olimpia | 1–2 | 0–3 | 0–2 | 1–3 | 2–3 | 1–2 | —   | 1–3 | 0–1 | 4–0 |
| River Plate | 0–2 | 0–0 | 1–1 | 1–5 | 0–1 | 1–0 | 1–2 | —   | 0–2 | 0–0 |
| Sol de América | 0–1 | 1–2 | 3–0 | 2–1 | 0–4 | 3–0 | 1–0 | 1–0 | —   | 2–1 |
| Sportivo Luqueño | 0–0 | 0–0 | 0–1 | 1–4 | 2–2 | 2–1 | 2–0 | 0–2 | 3–3 | —   |

## Tabela acumulada
| Pos | Equipe           | Pts | J  | V  | E  | D  | GP | GC | SG  | Classificação                               |
| --- | ---------------- | --- | -- | -- | -- | -- | -- | -- | --- | ------------------------------------------- |
| 1   | Cerro Porteño    | 66  | 36 | 19 | 9  | 8  | 51 | 30 | +21 | Fase de grupos da Copa Libertadores de 2022 |
| 2   | Libertad         | 65  | 36 | 19 | 8  | 9  | 68 | 36 | +32 | Fase de grupos da Copa Libertadores de 2022 |
| 3   | Guaraní          | 61  | 36 | 17 | 10 | 9  | 63 | 46 | +17 | Segunda fase da Copa Libertadores de 2022   |
| 4   | Olimpia          | 51  | 36 | 16 | 3  | 17 | 58 | 52 | +6  | Primeira fase da Copa Libertadores de 2022  |
| 5   | Nacional         | 50  | 36 | 12 | 14 | 10 | 43 | 44 | −1  | Primeira fase da Copa Sul-Americana de 2022 |
| 6   | Guaireña         | 44  | 36 | 10 | 14 | 12 | 32 | 35 | −3  | Primeira fase da Copa Sul-Americana de 2022 |
| 7   | 12 de Octubre    | 43  | 36 | 10 | 13 | 13 | 38 | 47 | −9  | Primeira fase da Copa Sul-Americana de 2022 |
| 8   | Sol de América   | 42  | 36 | 11 | 9  | 16 | 40 | 50 | −10 | Primeira fase da Copa Sul-Americana de 2022 |
| 9   | Sportivo Luqueño | 39  | 36 | 10 | 9  | 17 | 35 | 56 | −21 |                                             |
| 10  | River Plate-PAR  | 29  | 36 | 6  | 11 | 19 | 28 | 60 | −32 |                                             |

## Rebaixamento
O rebaixamento será determinado no final da temporada, computando uma média do número de pontos ganhos por jogo nas últimas três temporadas, ou seja, 2019, 2020 e 2021. O time com a menor média será rebaixado para a "División Intermedia" (segunda divisão) na temporada seguinte, enquanto o time com a 2ª menor média jogará um play-off de rebaixamento (ou de permanência) contra o quarto colocado do Intermedia de 2021.
| Pos. | Equipe           | 2019 | 2020 | 2021 | Pts. | J   | Média | Rebaixamento                        |
| ---- | ---------------- | ---- | ---- | ---- | ---- | --- | ----- | ----------------------------------- |
| 1    | Olimpia          | 108  | 62   | 51   | 221  | 122 | 1.811 |                                     |
| 2    | Libertad         | 85   | 62   | 65   | 212  | 122 | 1.738 |                                     |
| 3    | Cerro Porteño    | 80   | 69   | 66   | 215  | 122 | 1.762 |                                     |
| 4    | Guaraní          | 69   | 59   | 61   | 189  | 122 | 1.549 |                                     |
| 5    | Nacional         | 52   | 44   | 50   | 146  | 122 | 1.197 |                                     |
| 6    | Guaireña         | —    | 41   | 44   | 85   | 79  | 1.076 |                                     |
| 7    | 12 de Octubre    | —    | 41   | 43   | 84   | 79  | 1.063 |                                     |
| 8    | Sol de América   | 57   | 35   | 42   | 134  | 122 | 1.098 |                                     |
| 9    | Sportivo Luqueño | 52   | 36   | 39   | 127  | 122 | 1.041 | Play-off contra o rebaixamento      |
| 10   | River Plate      | 52   | 38   | 29   | 109  | 122 | 0.893 | Rebaixado à segunda divisão de 2022 |

| Atualizado até o(s) jogo(s) disputado(s) em 26 de abril de 2021. Fonte: Tigo Sports |

## Estatísticas da temporada
| 0Gols0 | Jogador            | Clube         |
| ------ | ------------------ | ------------- |
| 8      | Leonardo Villagra  | Nacional      |
| 7      | Jorge Recalde      | Olimpia       |
| 6      | Óscar Cardozo      | Libertad      |
| 6      | Robert Morales     | Cerro Porteño |
| 5      | Mauro Boselli      | Cerro Porteño |
| 5      | Fernando Fernández | Guaraní       |
| 5      | Fernando Romero    | Guaireña      |

| 0Gols0 | Jogador | Clube |
| ------ | ------- | ----- |

## Premiação
| Campeonato Paraguaio de Futebol de 2021 Primeira Divisão | Campeonato Paraguaio de Futebol de 2021 Primeira Divisão |
| Torneo Apertura                                          | Torneo Clausura                                          |
| -------------------------------------------------------- | -------------------------------------------------------- |
| Libertad Campeão (21º título)                            | Cerro Porteño Campeão (34º título)                       |